# Altiphrynoides
Altiphrynoides es un género de sapos, familia de los bufónidos, denominados comúnmente sapos etíopes; son endémicos de Etiopía.

## Especies
Se reconocen estas dos especies, según ASW:
- Altiphrynoides malcolmi (Grandison, 1978)

- Altiphrynoides osgoodi (Loveridge, 1932)